# Manduro
Manduro (* 9. März 2002; † 27. Juni 2020) war ein Englisches Vollblutpferd, das 2007 die Weltrangliste der besten Galopprennpferde anführte (World Thoroughbred Racehorse Rating – vormals International Classification: 134 lbs). In seiner Karriere gewann der Hengst zehn seiner 18 Rennen, war 3-mal Zweiter und 4-mal Dritter und 1-mal Vierter bei insgesamt 1.513.996 Euro Preisgeld.
Zwischen 2004 und 2007 wurde er einer der besten Galopper Deutschlands. Er stand in der Obhut des erfolgreichsten europäischen Galopptrainers, des französischen Abonnementchampions André Fabre, in Chantilly bei Paris. In seinem ersten Jahr als Rennpferd 2004 – als er sich mit einem überlegenen Sieg im Preis des Winterfavoriten schon an die Jahrgangsspitze setzte – verdiente Manduro 87.550 Euro, 2006 waren es bereits 223.599 Euro. Sein erfolgreichstes Jahr war 2007. Allein der Sieg in den Prince of Wales’ Stakes im Juni erbrachte ein Preisgeld von rund 330.000 Euro. Dieser Erfolg war der erste Sieg eines Pferdes aus deutscher Zucht und deutschem Besitz in einem Rennen des Royal-Ascot-Meetings. Damit erklomm er die Position eins der offiziellen Weltrangliste der Rennpferde und wurde als einer der Favoriten für den »Prix de l’Arc de Triomphe« im Oktober 2007 in Paris gehandelt. Die „Generalprobe“ für dieses Rennen in Longchamp, den »Prix Foy« am 16. September 2007, gewann Manduro unter Jockey Stéphane Pasquier überlegen. Nach dem Rennen wurde bekannt, dass Manduro sich dabei eine Verletzung zugezogen hatte, aufgrund derer er keine Rennen mehr bestreiten könne.
Der Kölner Bankier Georg Baron von Ullmann hatte Manduro – einen Sohn von Ullmanns erfolgreichem Galopper Monsun, der auch u. a. Vater von Shirocco ist – im Jahre 2003 für 130.000 Euro bei einer Auktion in Baden-Baden erstanden. Er verkaufte das Pferd im August 2007 für einen zweistelligen Millionenbetrag an einen der weltweit größten Züchter und Besitzer, Scheich Mohammed al-Maktoum aus Dubai. Auf dessen Gestüt in Irland war Manduro seit 2008 für eine Decktaxe von 40.000 € als Zuchthengst aufgestellt. In Irland konnte sich Manduro trotz einiger Erfolge nicht als Deckhengst durchsetzen, so dass ihn sein Besitzer nach einigen Jahren an das Haras du Logis nach Frankreich überstellte, wo er für eine Decktaxe von 7.000 € den Züchtern zur Verfügung stand. Dort verstarb er am 27. Juni 2020 an einem Herzinfarkt. Insgesamt muss gesagt werden, dass Manduro als Vererber nicht einmal annähernd die Klasse zeigen konnte, mit der als Rennpferd begeisterte.
In einem Interview mit der Racingpost anlässlich seines 70. Geburtstages bezeichnete André Fabre, Frankreichs erfolgreichster Trainer aller Zeiten, Manduro als das mit Abstand beste Pferd, das er je trainiert hat.